# 济南奥林匹克体育中心

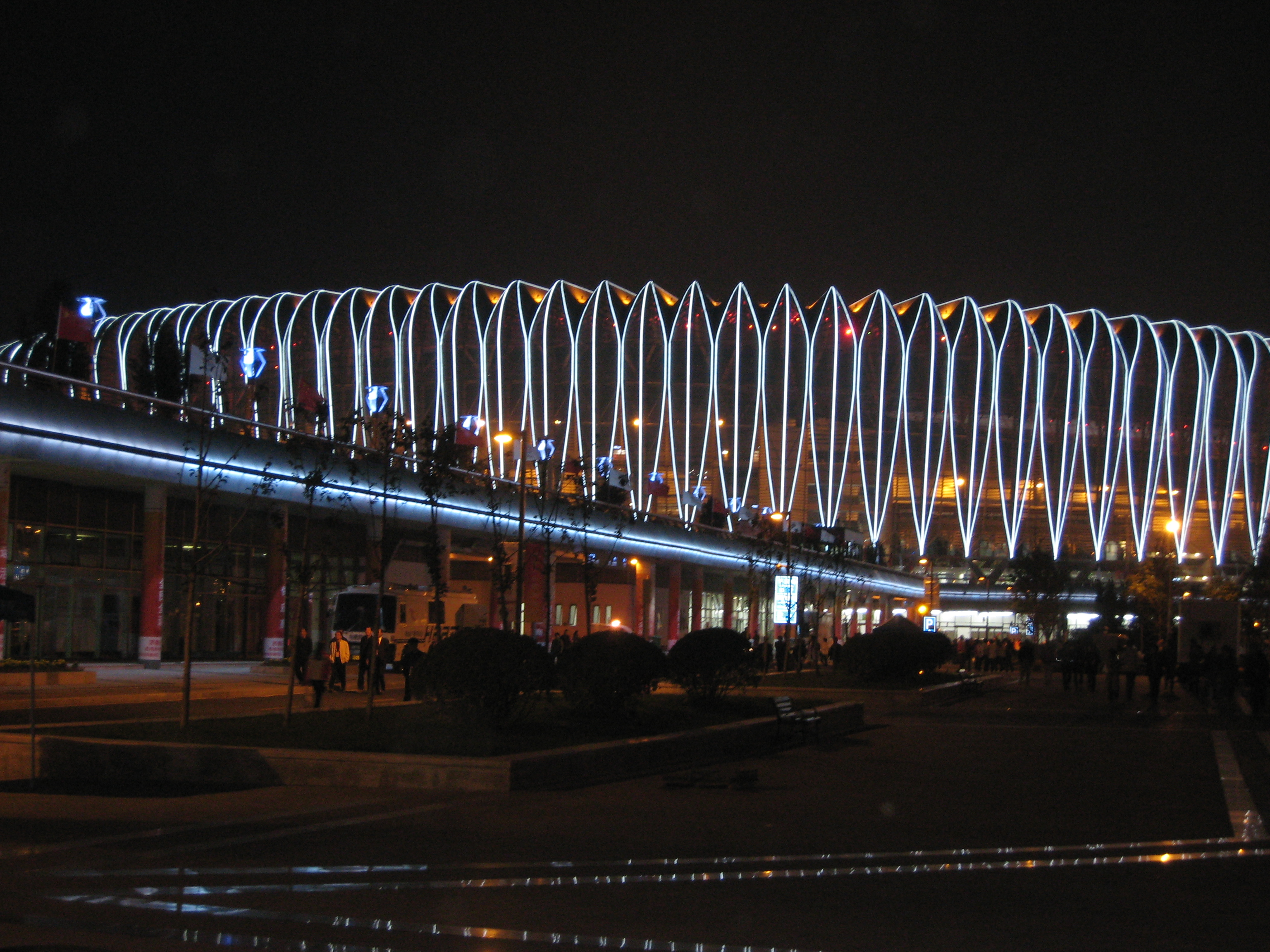
济南奥体中心体育场

济南奥林匹克体育中心位于中国山东省济南市东部，总占地面积81公顷，总建筑面积约35万平方米，包括一场三馆，是中华人民共和国第十一届全国运动会主赛场。
济南奥林匹克体育中心包括6万座席体育场、1万座席体育馆、4000座席网球馆、4000座席游泳馆以及6万平方米中心区平台广场。

## 东荷西柳
济南奥林匹克体育中心总体布局成“东荷西柳”，6万人体育场在西边，呈“柳叶”造型；体育馆、网球中心、游泳中心在东边，呈“荷花”造型，分别取自济南的市树和市花。

## 体育场
济南奥林匹克体育中心体育场为切合山东的特色，加入了不少山东济南的特色，如在体育场的外观以济南市市树柳叶为主。目前是山东泰山足球俱乐部征战中超联赛的主场。

## 体育馆
济南奥林匹克体育中心体育馆占地面积3.1公倾，楼高6层，建筑面积为5.9万平方米，可容纳10000名观众。2009年4月20日，体育馆正式竣工，并于两个月后举行了全国体操锦标赛，是体育馆首个进行的赛事。

## 参看
- 济南奥林匹克体育中心体育场
- 济南奥林匹克体育中心体育馆

## 外部連結
- 济南奥林匹克体育中心官方網站